# Pont de Cordez
Le pont de Cordez permet de relier l'île Touchais à l'île de Chalonnes sur la D961, en franchissant un bras de la Loire, appelé « bras de Cordez », dans le département de Maine-et-Loire et la région Pays de la Loire en France.

## Descriptif
L'ouvrage est un pont en treillis qui franchit la Loire d'une seule traite. Il comporte deux voies de circulation pour automobiles, ainsi que deux trottoirs.

## Galerie

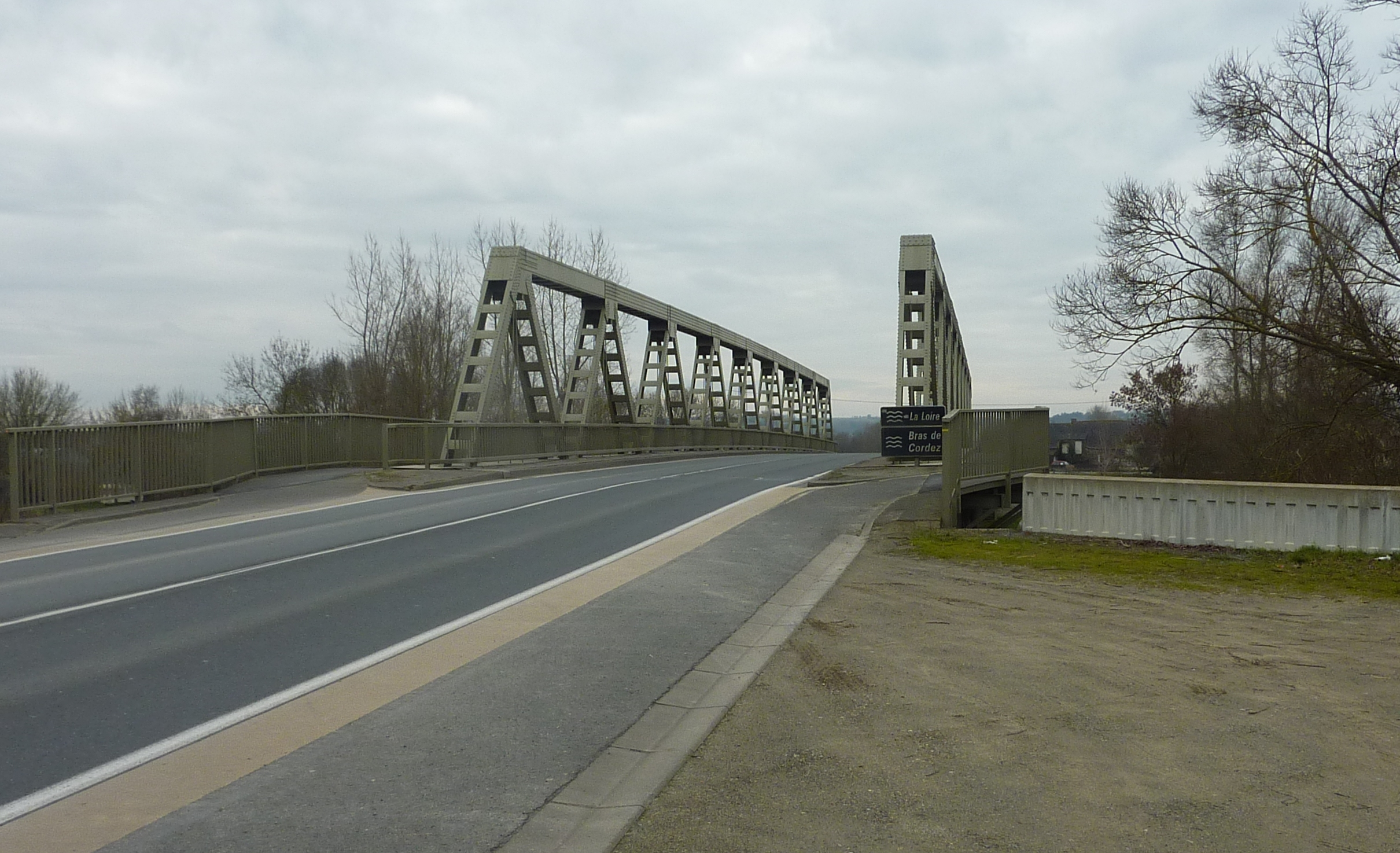
Entrée du pont côté nord
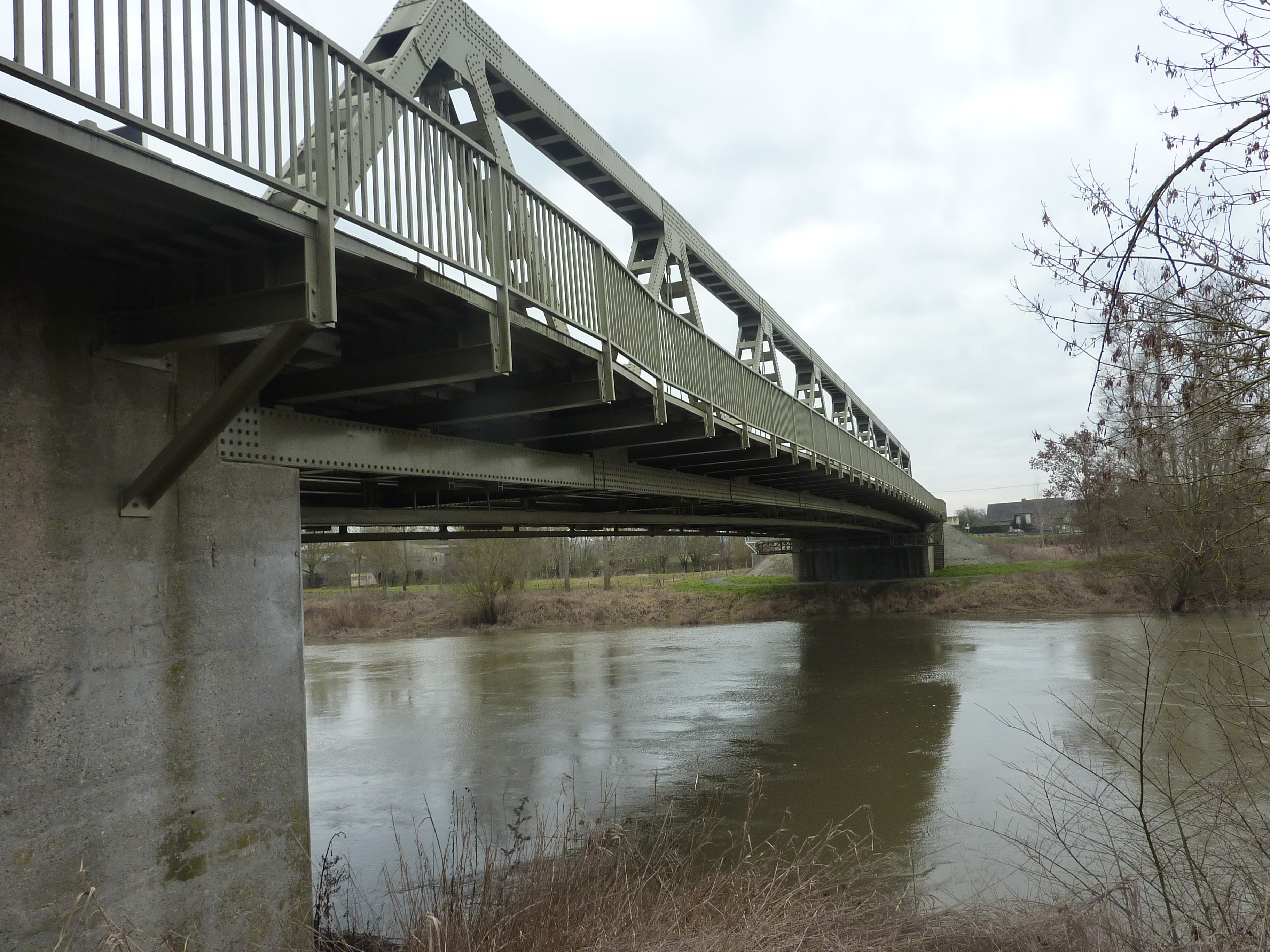
Vue d'ensemble
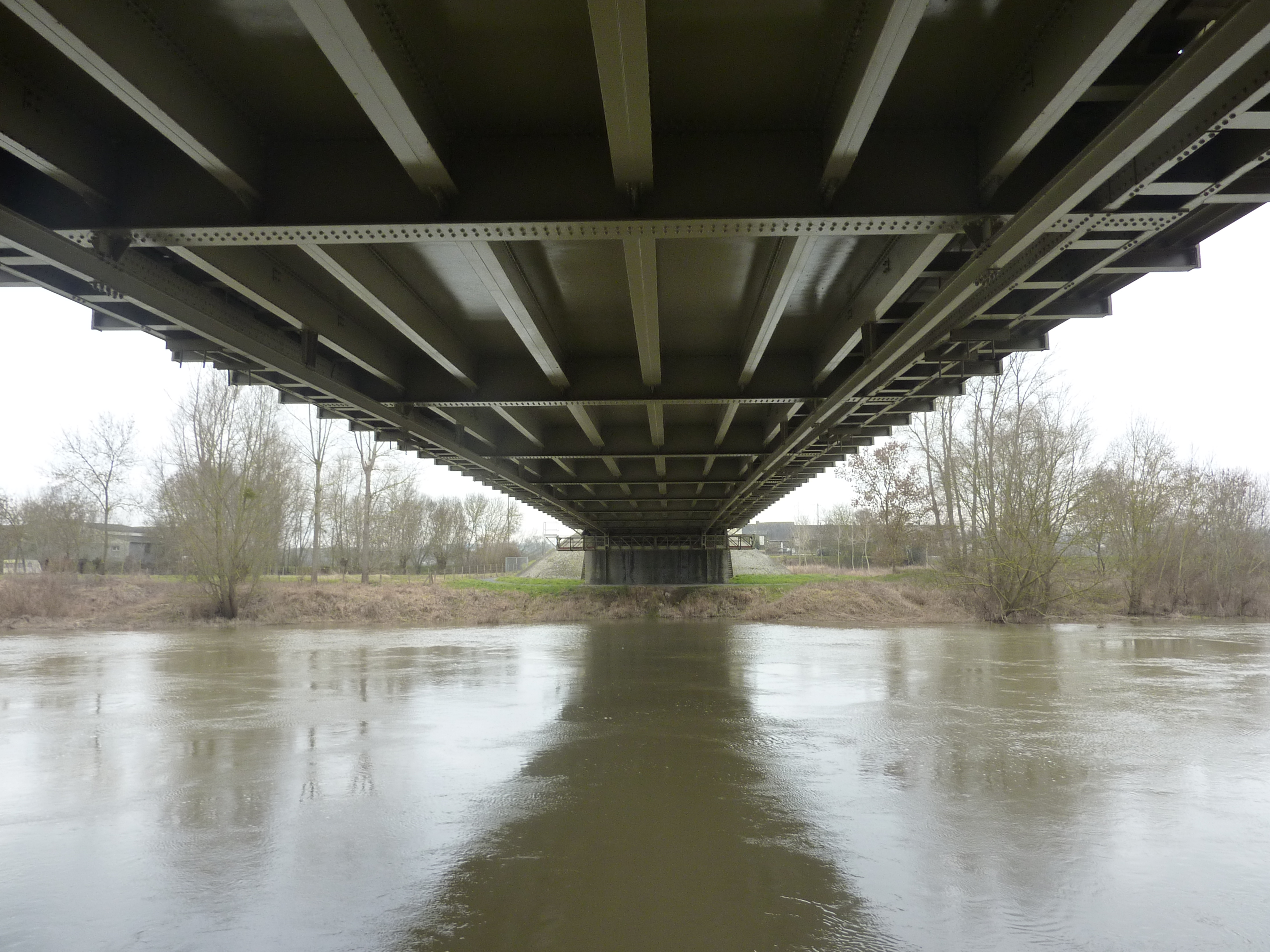
Dessous du tablier